# Paranthrene asilipennis
Paranthrene asilipennis is een vlinder uit de familie wespvlinders (Sesiidae), onderfamilie Sesiinae.
Paranthrene asilipennis is voor het eerst wetenschappelijk beschreven door Boisduval in Guerin-Meneville in 1832. De soort komt voor in het Nearctisch gebieden het  Neotropisch gebied.